# Бедріх Шупчик
Бедріх Шупчик (чеськ. Bedřich Šupčík, 22 жовтня 1898 — 11 липня 1957, Пісек, Південночеський край) — чехословацький гімнаст, олімпійський чемпіон, чемпіон світу.

## Біографічні дані
Бедріх Шупчик народився у великій чеській сім'ї недалеко від Відня, а ріс у своєї тітки в селі недалеко від Кромержижа. Після повернення з Першої світової війни Бедріх Шупчик оселився в Брно, де почав наполегливо займатися спортивною гімнастикою.
Бедріх Шупчик на Олімпійських іграх 1924 взяв участь у змаганнях в дев'яти дисциплінах і завоював золоту медаль в  спортивному скелелазінню, фінішувавши у додатковому змаганні скелелазів на восьмиметровому канаті швидше за усіх — за 7,2 сек. Шупчик став першим серед чехословацьких спортсменів олімпійським чемпіоном. Також він завоював бронзову медаль в абсолютному заліку, зайняв 16-е місце на перекладині, 24-е — на коні, 9-е — у вправах на брусах, 5-е — у вправах на кільцях, 6-е — у стрибку через коня, 15-е — в опорному стрибку.
На чемпіонаті світу 1926 став чемпіоном в командному заліку і завоював бронзову медаль у вправах на кільцях.
На Олімпіаді 1928 Бедріх Шупчик завоював срібну медаль в командному заліку. В індивідуальному заліку він зайняв 21-е місце. Також зайняв 14-е місце на перекладині, 19-е — на коні, 4-е — у вправах на брусах, 6-е — у вправах на кільцях, 78-е — в опорному стрибку.
На чемпіонаті світу 1930 став чемпіоном в командному заліку і завоював срібну медаль у вправах на кільцях.
1931 року у Парижі на міжнародних змаганнях, присвячених 50-річчю FIG, Бедріх Шупчик, змагаючись востаннє, завоював бронзову медаль у вправах на кільцях.